# Património das florestas tropicais ombrófilas de Sumatra
O Património das florestas tropicais ombrófilas de Sumatra é o nome usado para designar um Património Mundial da Unesco. A área, de 2.5 milhões de hectares, consiste em três parques:
- Parque Nacional de Gunung Leuser
- Parque Nacional de Kerinci Seblat
- Parque Nacional de Bukit Barisan Selatan

O sítio tem o maior potencial para a conservação a longo-prazo do distinto e diverso biota da Sumatra, incluindo muitas espécies em perigo de extinção. A área protegida serve de abrigo a cerca de 10.000 espécies de plantas, incluindo 17 géneros endémicos, a mais de 200 espécies de mamíferos e cerca de 580 espécies de aves, das quais 465 são residentes e 21 são endémicas. Das espécies de mamíferos, 22 são asiáticas, não encontradas em mais nenhum sítio no arquipélago e 15 são confinados à região indonésia, incluindo o orangotango da sumatra. O sítio também provide provas biogeográficas da evolução da ilha.